# (73046) Davidmann
(73046) Davidmann – planetoida z pasa głównego asteroid okrążająca Słońce w ciągu 4,07 lat w średniej odległości 2,55 j.a. Odkryta 9 marca 2002 roku. Przed nadaniem nazwy planetoida nosiła oznaczenie tymczasowe (73046) 2002 EG112